# 黄廠駅
黄廠駅（こうしょう-えき）は、中華人民共和国北京市朝陽区に位置する北京地下鉄7号線の駅である。

## 駅構造
島式ホーム1面2線の地下駅である。

## 歴史
- 2019年12月28日 - 開業。

## 隣の駅
北京地下鉄
■7号線
焦化廠駅 - 黄廠駅 - 郎辛荘駅
座標: 北緯39度50分52秒 東経116度32分52秒 / 北緯39.847828度 東経116.547714度